# María Álvarez de Guillén
María Álvarez de Guillén (Quezaltepeque, 1889–1980), conocida por su seudónimo Amari Zalvera, fue una empresaria salvadoreña, escritora y activista de los derechos de la mujer. Fue una de las primeras mujeres salvadoreñas en publicar una novela. Su libro La Hija de Casa obtuvo el segundo premio en el concurso literario nacional Queremos y fue la primera novela publicada por una mujer en El Salvador. Y fue una de las primeras delegadas en la Comisión Interamericana de Mujeres.

## Inicios de la familia Álvarez Lalinde en El Salvador
Sus padres, con sus hermanos mayores, emigraron desde Manizales a El Salvador para unirse a su tío el Dr. Emilio Álvarez Lalinde y su familia en el negocio de café previamente establecido por su tío Emilio.  
Llegaron en barco el 5 de junio de 1889 al Puerto de la Libertad pasando unos días en San Salvador por la Plaza Morazán y posteriormente se establecieron en Quezaltepeque en la finca de café Colombia, propiedad del mencionado doctor. Rafael Álvarez Lalinde su padre, quien había sido un comerciante en Colombia, se desempeñó como gerente de las fincas de Emilio, finca Colombia y finca Santa Isabel; fue entonces en la finca Santa Isabel donde su padre inauguró la primera maquinaria de despulpado con agua en El Salvador, que permitió a la nación centroamericana entrar en el mundo industrializado del café..
Mientras su infancia transcurria su padre obtuvo en Quezaltepeque las fincas: El Olvido, Antioquia, Santa Elena, La Toma, Bolivar, Miranda y Atapasco. Su hermano ya poseía con anterioridad las fincas Colombia, Santa Isabel y Río Claro; siempre en Quezaltepeque.
Cuenta a detalle Santiago I. Barberena todas las extensiones y cultivos de cada una de las propiedades que los Álvarez (Emilio y Rafael) lograron tener en Quezaltepeque, en donde el historiador expone que solamente en la finca Río Claro contaba con "80 caballerías cultivadas con cereales y crianza de ganado" y la finca Atapasco, que en algún momento fuera del alemán inmigrante Hedor Deininger llegó a tener "50 caballerías y en la cual “al igual que en la de Río Claro hay un completo beneficio de café" expone el historiador.

## Biografía
María Álvarez Ángel nació el 24 de agosto de 1889 en Quezaltepeque, hija de los colombianos Julia Ángel Macías y Rafael Álvarez Lalinde. Su nombre, fue dado por su madre por los miles de "Ave María" que rezó durante su estado de gestación en su trayecto en carreta y mula en su camino de Colombia a El Salvador.
Su apdre logró una cuantiosa fortuna, derivada del cultivo del café en Quezaltepeque, y que le permitió a este comenzar a adquirir fincas en Santa Ana, lo cual marcó la historia de María Álvarez, pues se mudaron a dicha ciudad cuando ella tenía 8 años y donde habían mejores oportunidades de enseñanza para la infante. Se tiene registro que estudió en el Colegio de la Asunción. Su padre por su parte continuó administrando las fincas de su hermano y comenzó a comprar aún más propiedades en Santa Ana también para la producción de café. Lo que permitió a María Álvarez vivir una vida con comodidades.
María después de graduarse, se casó con el Dr. Joaquín Guillén Rivas en 1914.
Sobre su lugar de nacimiento la historiadora salvadoreña Carmen González Huguet indica por su parte, que ella no nació en Quezaltepeque, pues bien se encontró en registros de bautismo de Colombia que indican que una persona llamada María Álvarez Ángel nació el 20 de febrero de 1887 en Manizales, Colombia por lo que podría haber nacido en Colombia y no en Quezaltepeque como reza la tradición, dicha afirmación aún necesita ser comprobada. De momento se tiene la documentación de John W. Lamperti que indica que nació en Quezaltepeque cuando sus padres recién se establecieron en la finca Colombia de dicho distrito. 

## Carrera
En los años siguientes, Álvarez, que seguiría trabajando en la plantación de café de su familia, tuvo cinco hijos. Además de criarlos, participó activamente en programas benéficos y sociales, así como el movimiento por el sufragio. Fue una de las sufragistas que consiguió el derecho a la igualdad de las mujeres, que se consagró en la constitución elaborada por la República Federal de Centro América. Pero cuando la República se desmoronó en 1922, fundó la Sociedad Confraternidad de Señoras de la República de El Salvador y dirigió campañas a favor de los derechos de voto y nacionalidad de las mujeres en El Salvador. Tras publicar artículos sobre temas políticos y de bienestar social, Álvarez publicó su primera obra literaria en 1926. Su libro La Hija de Casa obtuvo el segundo premio en el concurso literario nacional Queremos y fue la primera novela publicada por una mujer en El Salvador.
En 1928, la Unión Panamericana creó la Comisión Interamericana de Mujeres (en español: Comisión Interamericana de Mujeres, CIM) para revisar los datos y preparar la información comparando la igualdad civil y política de las mujeres en la región. Entre los delegados inaugurales de la CIM, seleccionados por sorteo, se encontraba Álvarez, junto con la presidenta Doris Stevens (Estados Unidos), Ernestina A. López de Nelson (Argentina), María Elena de Hinestrosa (Colombia), Alice Téligny Mathon (Haití ), Clara González (Panamá) y Lucila Luciani de Pérez Díaz (Venezuela). Álvarez no sólo trabajó en la recopilación de la información, sino que a lo largo de sus diez años de servicio en la CIM, instó con frecuencia al gobierno de El Salvador a que modificara la constitución para proteger la ciudadanía de las mujeres, de modo que al casarse no perdieran su nacionalidad y tuvieran los mismos derechos civiles que los hombres.
A lo largo de su carrera, Álvarez continuó escribiendo, creando varias obras teatrales, así como otro manuscrito inédito que había sido completado en 1929. Su segunda novela publicada, Sobre el puente (1947), es una historia de amor a través de un relato histórico de la relación de Panamá con Colombia y Estados Unidos. Siguió trabajando en la producción de café y en sus últimos años publicó el libro de poesía El pregón del café.  Se retiró de la finca en 1965, dejando la producción a su hija. Al envejecer, Álvarez perdió la vista.

## Fallecimiento y legado
Álvarez murió en 1980 y fue enterrada en el Cementerio de Los Ilustres en el mausoleo familiar. Sus cartas a Doris Stevens, durante su servicio en la CIM, se encuentran en la Biblioteca Schlesinger de la Universidad de Harvard en Cambridge, Massachusetts (Estados Unidos). Su hija, María "Marta", nacida en 1915, se convirtió en una notable cantante de ópera. Legó la producción de la finca de producción de café, al retirarse en 1965, a su hija. 

## Publicaciones
Principales publicaciones
- Zalvera, Amary (1926). La Hija de Casa. San Salvador, El Salvador.[28]
- Zalvera, Amary (1947). Sobre el puente. San Salvador, El Salvador. OCLC 20950513.[23]
- Zalvera, Amary (1965). Hola América. San Salvador, El Salvador: Institute of Hispanic Culture. OCLC 1124922540. [cita requerida]
- Zalvera, Amary (1975). El pregón del café: poemas. Madrid, Spain: Afrodisio Aguado. ISBN 978-84-202-0318-8.[26]